# Louise d'Albret
Louise d'Albret, née vers 1470 et morte le 12 septembre 1535 à Avesnes-sur-Helpe, est une aristocrate de la maison d'Albret, vicomtesse de Limoges, dame d'Avesnes et de Landrecies. Elle épouse Charles Ier de Croÿ-Chimay le 9 décembre 1495 et participe et finance la reconstruction de la ville d'Avesnes-sur-Helpe. Elle reconstruit l'église et y fonde un chapitre.

## Biographie
Louise d'Albret, fille d'Alain d'Albret et de Françoise de Châtillon, épouse Charles Ier de Croÿ-Chimay le 9 décembre 1495. Ce dernier reçoit de sa femme une dot de 25.000 livres assignées aux terres d'Avesnes-sur-Helpe. Le mariage est célébré en Nivernais. La Maison d'Albret possède une certaine renommée et Louise est apparentée à Jean III de Navarre ainsi que César Borgia. 
Après avoir habité Chimay et Mons, Louise d'Albret s'installe au château d'Avesnes-sur-Helpe. À la mort de son mari, Louise d'Albert consacre sa fortune à plusieurs aménagements de la ville d'Avesnes-sur-Helpe. En 1514, elle finance la reconstruction de l'église après un incendie et fonde un chapitre qu'elle dote de treize prébendes. Elle confie le chapitre à Louis de Blois-Châtillon. Elle prend également en charge des communautés de femmes qu'elle organise sous forme de béguinages puis devient bienfaitrice d'un hôtel-Dieu auquel elle adjoint des sœurs en provenance de Brugelette. Elle finance également, en 1533, les travaux de fortification de la ville. On lui attribue de manière générale la reconstruction de la ville que son père avait détruit en 1477.
Elle meurt à Avesnes-sur-Helpe le 12 septembre 1535 et est inhumée dans l'église paroissiale où le chapitre qu'elle a créé lui érige un mausolée de marbre noir. Le monument est détruit en 1793 lors de la Révolution française,.

## Famille
Le couple aura huit enfants, mais la plupart meurent en bas âges. Les deux filles, Anne et Marguerite sont les principales héritières. Anne épouse son cousin Philippe II de Croÿ tandis que Marguerite de Croÿ épouse Charles II de Lalaing,.